# Protestas en Afganistán de 2019-2020
Las protestas de Afganistán de 2019-2020 fueron una serie de manifestaciones pacíficas y violentas contra el gobierno, la guerra y muchos otros problemas que han contribuido al desmoronamiento de la economía.

## Eventos
Entre agosto de 2019 y septiembre de 2020, una serie de protestas nacionales y una ola de violencia sin precedentes afectaron a áreas importantes de todo el país después de las elecciones presidenciales de 2019. La policía antidisturbios trató de contener y sofocar la propagación de los disturbios masivos cortando las fuentes de electricidad, e internet fue bloqueado durante varios días después de que estallaron las protestas. Un aumento de la violencia en todo el país también provocó protestas en más de una docena de ciudades entre agosto y septiembre. Las violentas protestas sacudieron a Herat y los manifestantes anti-talibanes tomaron las calles, ondeando la bandera afgana y coreando consignas contra el presidente Ashraf Ghani. Una serie de protestas masivas contra la guerra se extendió por todo el país cuando las calles fueron bloqueadas entre agosto y septiembre.

## Consecuencias
Seis personas murieron cuando la policía abrió fuego contra los manifestantes. Una ola de protestas populares barrió Afganistán en enero, exigiendo el fin de la guerra, la justicia, los juicios por corrupción y el fin del gobierno. 2 manifestantes murieron en los enfrentamientos y disturbios que siguieron. Otros seis murieron durante las crecientes protestas contra la violencia contra las mujeres y contra periodistas, pero sus principales demandas fueron la ayuda alimentaria. Los afganos también se manifestaron en una serie de protestas contra la guerra y los ataques aéreos que se extendieron por Kabul entre junio y julio, luego de que una serie de asesinatos y ataques con automóviles que provocaron la furia entre testigos y civiles. Estas protestas fueron respondidas con cañones de agua. Teherán ha presenciado protestas masivas entre junio y julio de 2020 en Afganistán contra la violencia contra los inmigrantes afganos en Irán.